# Новый Курдюм
Новый Курдюм — поселок в Кадыйском районе Костромской области. Входит в состав Столпинского сельского поселения.

## География
Находится в юго-восточной части Костромской области на расстоянии приблизительно 39 км на юг-юго-запад по прямой от районного центра поселка Кадый на левом берегу залива реки Желвата в Горьковском водохранилище.

## История
Поселок был организован в годы советской власти как, очевидно, поселение работников лесосплава.

## Население
Постоянное население составляло 214 человек в 2002 году (русские 99 %), 133 в 2022.